# Zaadknop
De zaadknop (= zaadbeginsel = ovulum) is een door een of enkele zaadvliezen (integumenten) omgeven nucellus (= macrosporangium) met slechts één functionele macrospore (in Engelse literatuur: megaspore). Een zaadknop is een kenmerkend onderdeel van de zaadplanten, zoals zaadvarens, naaktzadigen en bedektzadigen. 

## Vergelijking binnen de vaatplanten
| Vaatplanten   | Vaatplanten   | macro- sporangium, nucellus  | integu- menten | cupula, schub, vruchtblad |
| Zaad- planten | Bedektzadigen | nucellus                     | integumenten   | vruchtblad                |
| Zaad- planten | Naaktzadigen  | nucellus                     | integumenten   | schub                     |
| Zaadvarens    | Zaadvarens    | macro- sporangium = nucellus | integumenten   | sporofyl, cupula          |
| Varens        | Varens        | (macro-) sporangium          |                |                           |

Bij zaadplanten (spermatofyten, met bedektzadigen en naaktzadigen) ontwikkelen de zaadknoppen zich bij rijping tot zaden. De zaadknoppen bestaan uit een nucellus, omgeven door integumenten.
Bij de bedektzadigen (angiospermen) liggen de zaadknoppen beschermd in een vruchtbeginsel. De zaadknoppen staan op vruchtbladen, die eveneens betrokken raken bij de rijping tot een vrucht, waarin zich de rijpe zaden bevinden. In het zaad bevindt zich gewoonlijk slechts één embryo.
Bij de naaktzadigen (gymnospermen) liggen de zaadknoppen vrij op de schubben van kegels.
Bij de alleen fossiel bekende zaadvarens staan op 'fertiele' bladen (sporofyllen) de zaadknoppen. De zaadknoppen zijn daar de macrosporangia met een of meer omhullende integumenten, die vaak zelf weer omgeven zijn door een cupula, een beschuttende structuur. 
De heterogene groep van varens vormt geen zaadknoppen. Veel soorten zijn isospoor, maar bij de herospore soorten hebben de mannelijke planten microsporangia en de vrouwelijke planten macrsporangia. De macrosporangia hebben hoogstens een sorocarp of een strobilus als beschermende structuren.

## Bouw
Het vruchtbeginsel (= ovarium) bestaat bij de bedektzadigen (Angiospermae) uit een of meer vruchtbladen (= carpellen), die gezamenlijk een of meer hokken vormen, waarbinnen zich de zaadknoppen bevinden. Bij de naaktzadigen (gymnospermen) staan de zaadknoppen vrij aan het einde van een asje, aan de rand van een macrosporofyl of op een schub.
De zaadknoppen van bedektzadigen hebben om de nucellus twee integumenten (zaadvliezen), het binnenste en het buitenste integument en bij de naaktzadigen (gymnospermen) is er één integument. De plaats aan de basis van de nucellus, waar de integumenten zijn aangehecht en waar de vaatbundel eindigt, heet het vaatmerk (chalaza).
De opening in de integumenten is de micropyle (poortje of kiemopening). Deze micropyle is van belang bij de bevruchting om de spermacellen door te laten. In sommige gevallen is de micropyle uitgegroeid tot een pollenkamer of tot een buis, zoals bij de Gnetales.

stand van de zaadknop
orthotrope zaadknop 1 nucellus, 2 vaatmerk, 3 navelstreng, 4 rafe
anatrope zaadknop
campylotrope zaadknop

bouw van de zaadknop
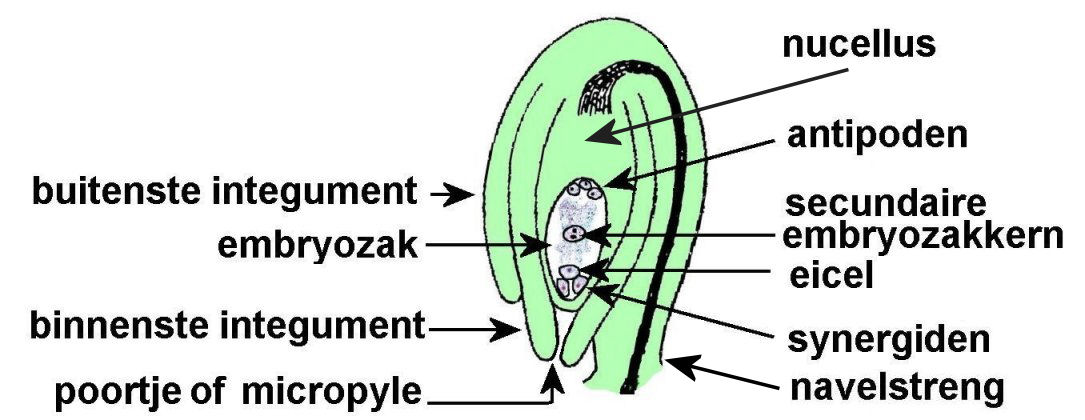
zaadknop schematisch
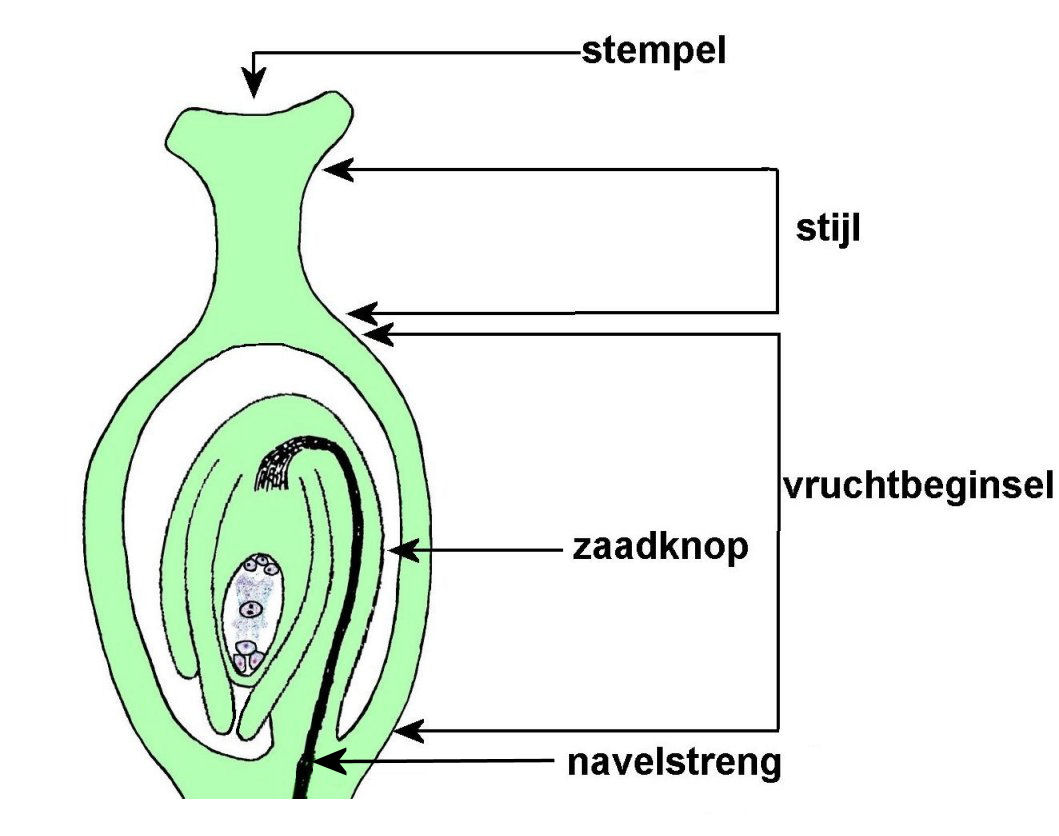
Stamper met stempel, stijl en één vruchtbeginsel met één zaadknop

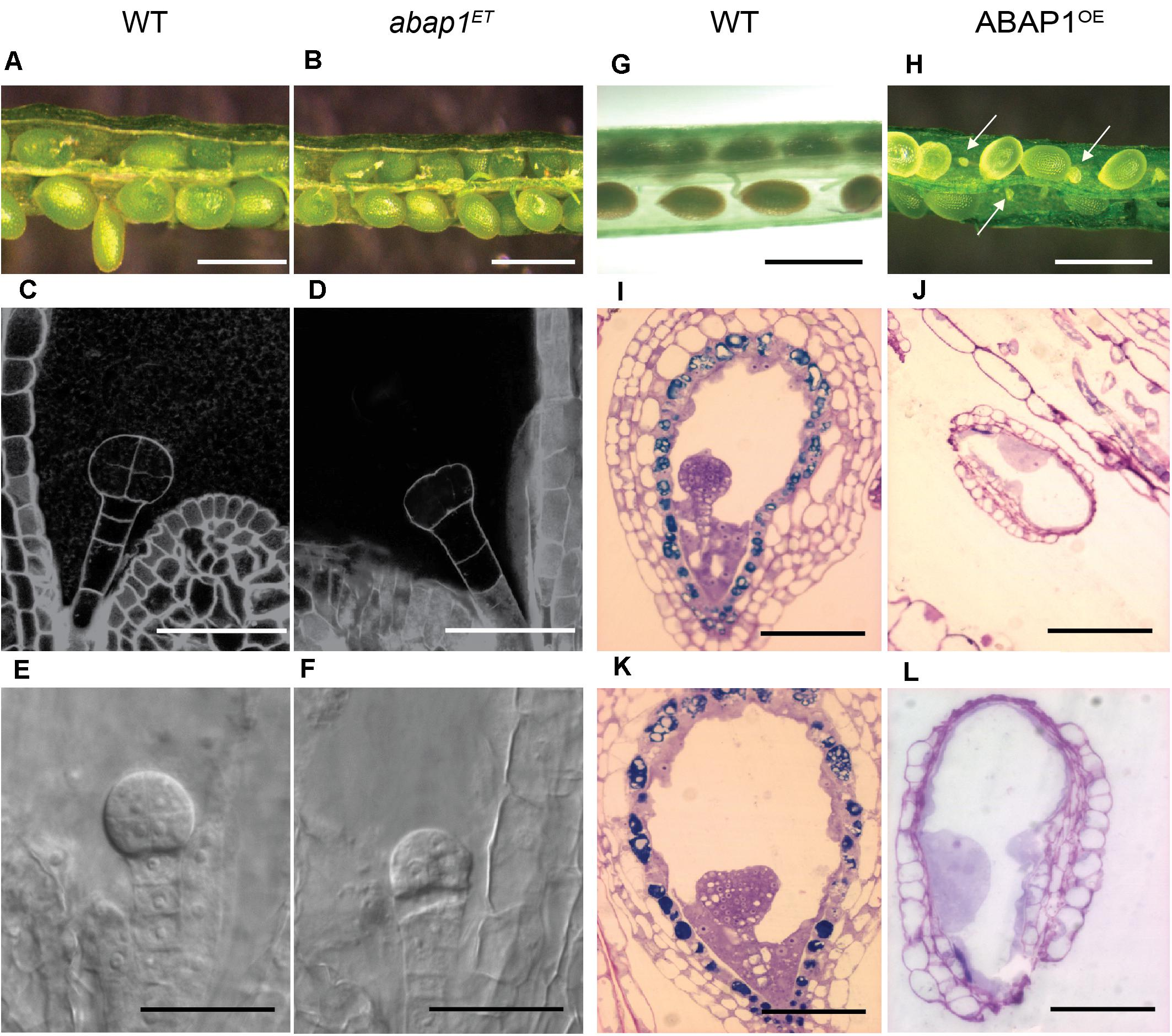
Zaadknop bij zandraket. WT=Wild type. C= achtcellig stadium, I= kiembol met kiemdrager, K= overgang naar het vroege hartstadium.
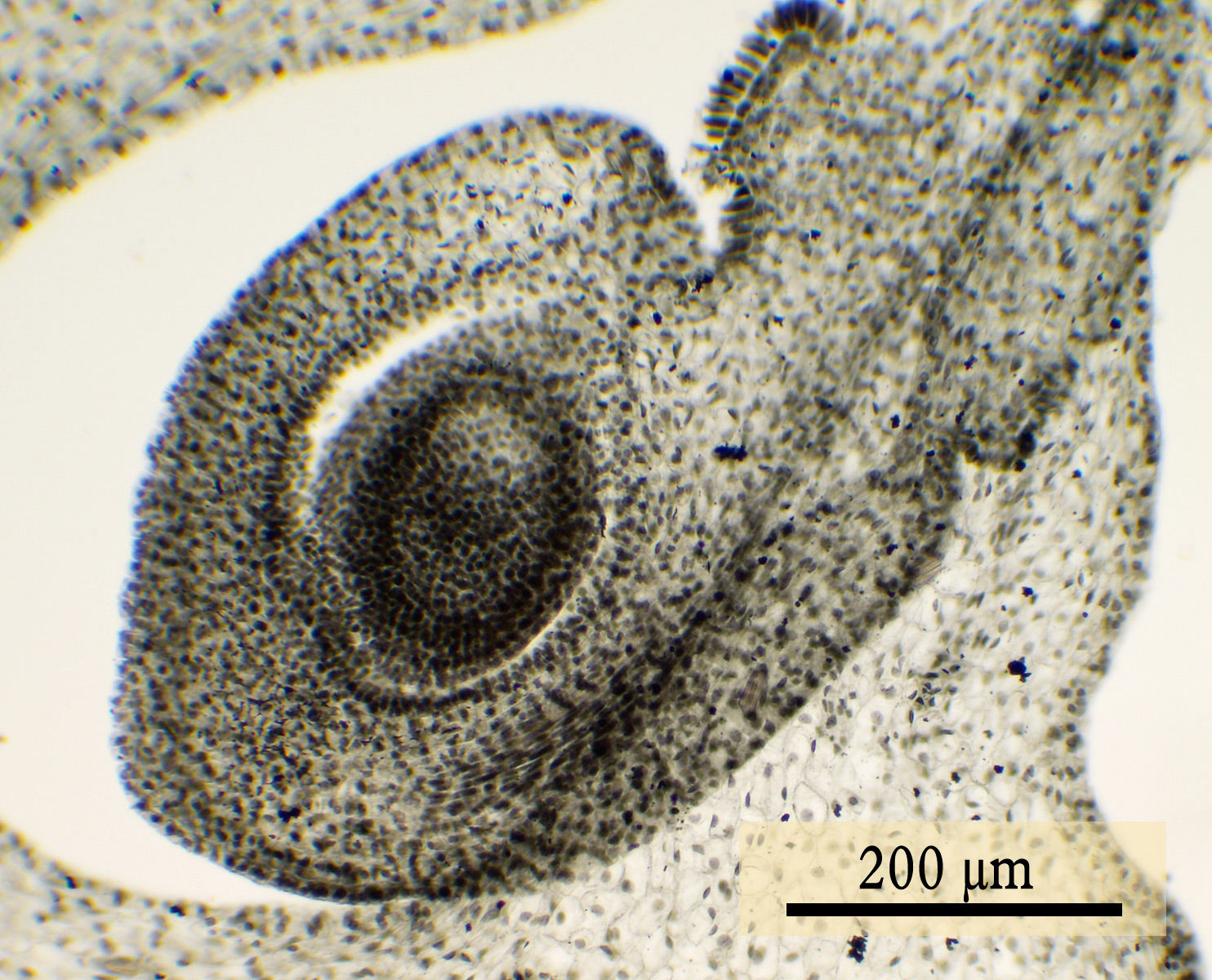
Zaadknop van een eenzaadlobbige plant (in vergelijking met tekening omgekeerd)
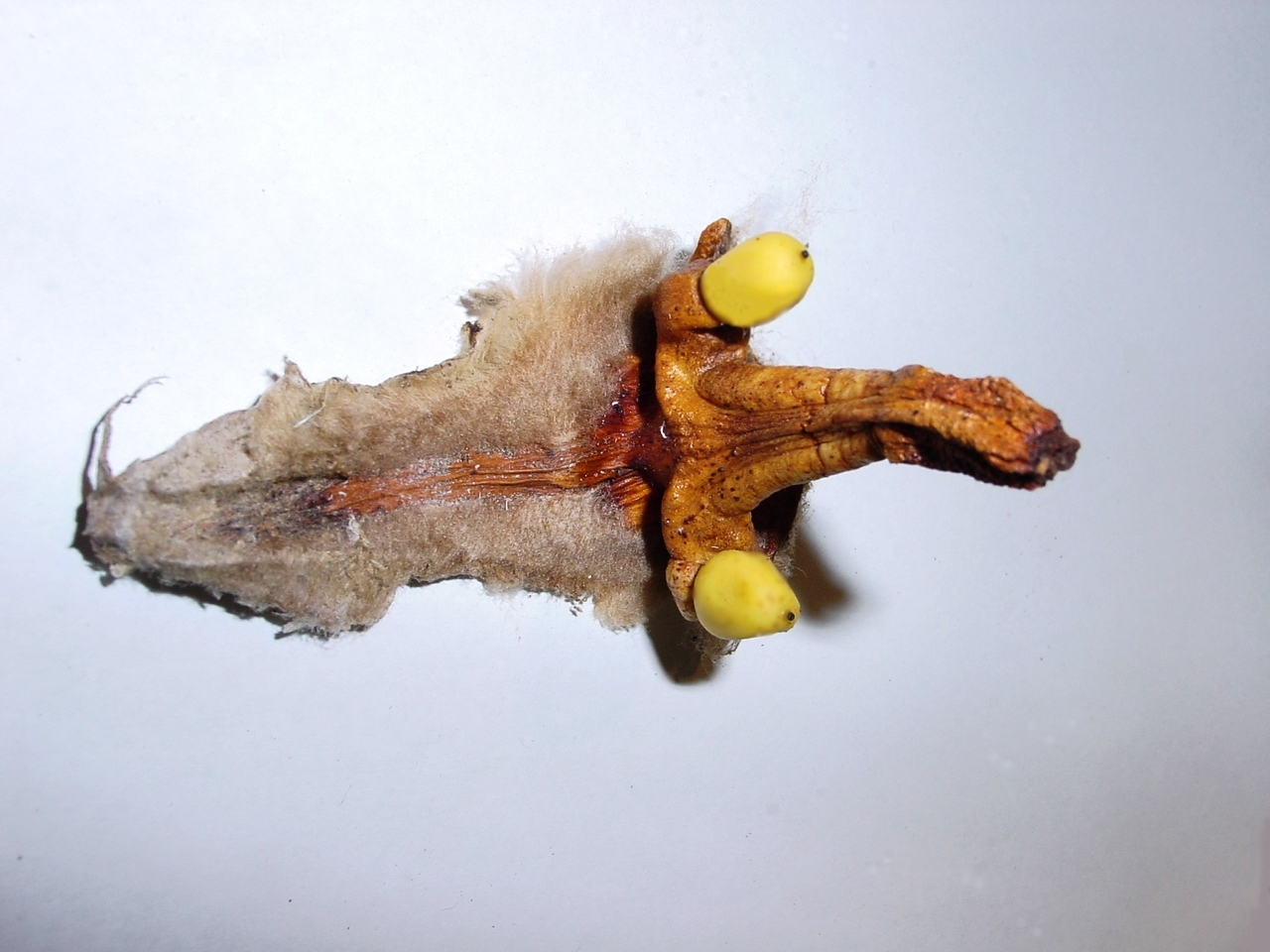
Mexicaanse palmvarenschub met twee vrijliggende zaadknoppen aan vruchtblad.

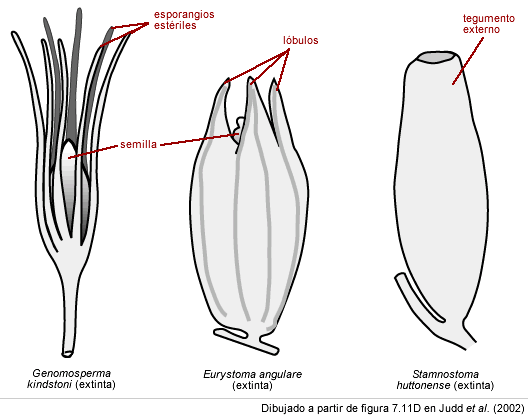
Evolutie van het integument van de zaadknop bij fossiele zaadvarens
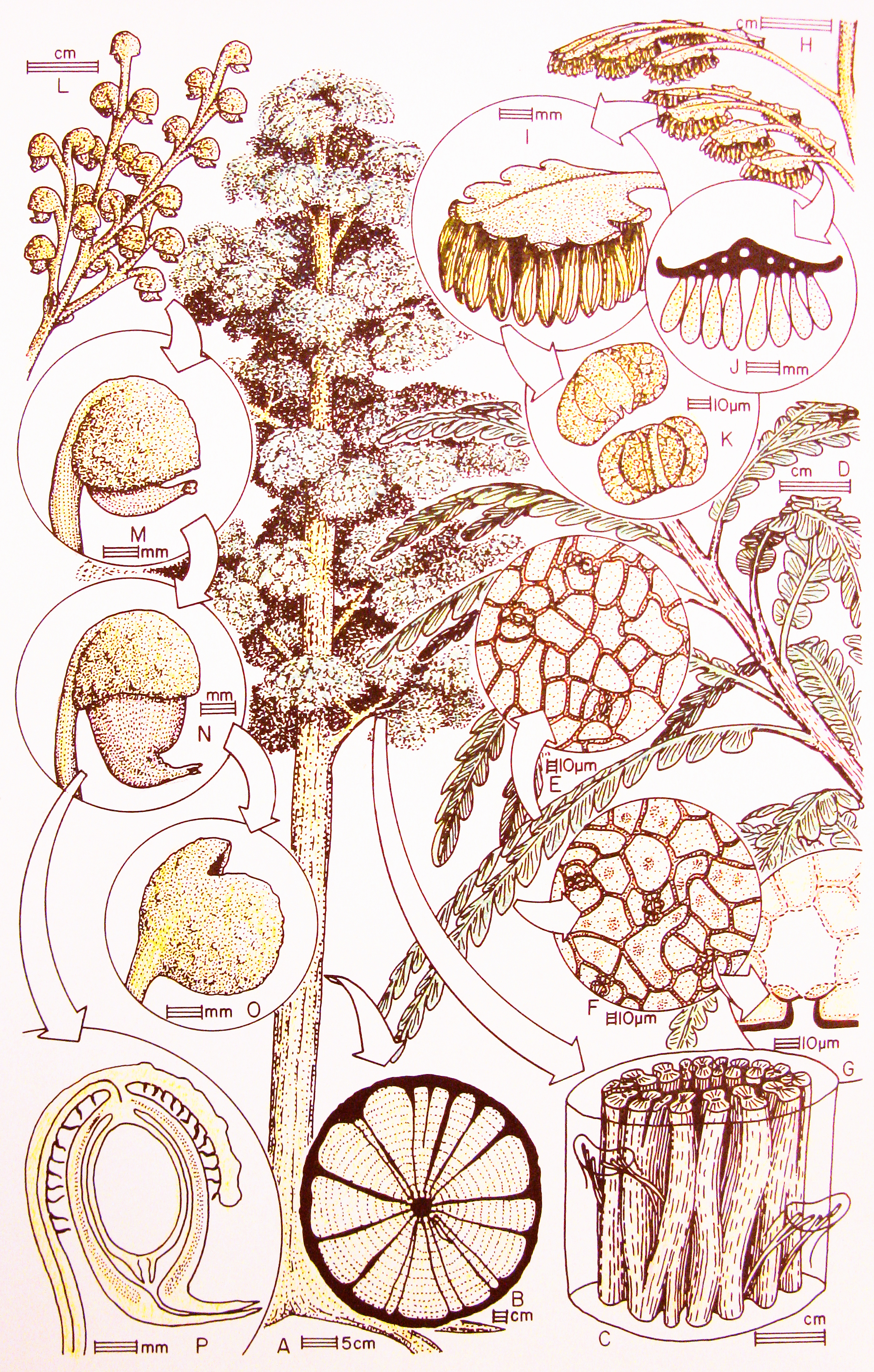
Reconstructie van de zaadknop (l.o.) bij de zaadvaren Umkomasia macleani

In de nucellus (macrosporangium) wordt de embryozakmoedercel (= macrosporemoedercel) gevormd. Deze embryozakmoedercel vormt door meiotische deling vier haploïde cellen, de macrosporen. Uiteindelijk gaat het cytoplasma van de vier macrosporen over naar een van de vier macrosporen, waarna de overige drie het dichtst bij de micropyle gelegen macrosporen te gronde gaan. Binnen de macrosporewand van de overgebleven macrospore (ook wel: embryozak) ontwikkelt zich de macrogametofyt (ook hier wel: embryozak). De zaadvliezen omgeven de embryozak en vormen later de zaadhuid.
Vervolgens deelt de embryozakkern zich door mitose drie keer, waarbij er acht haploïde cellen ontstaan. Van de acht cellen versmelten er twee tot de secundaire embryozakkern, de overige cellen of kernen daarvan zijn de eicel(kern), twee synergiden en 3 antipoden.

## Ontwikkeling van het zaad
Na de bevruchting begint de zaadvorming. Uit de zygote (bevruchte eicel) in de zaadknop groeit een proëmbryo (een draad van cellen), waarvan één of meer topcellen gaan uitgroeien. Het overige gedeelte van de draad heet de kiemdrager (= suspensor). Allereerst groeien deze topcellen uit tot de zogenaamde kiembol, die bestaat uit nog ongedifferentieerde cellen. Rondom de kiembol worden lagen cellen gevormd. Het naar de kiemdrager gelegen gedeelte groeit o.a. uit tot het worteltje, de bovenste cellen tot de stengeltop en de zaadlobben. Bij verdere deling en differentiatie ontstaat dan uiteindelijk het volgroeide embryo.
De reservestoffen, die het zaad meekrijgt, zijn aanwezig in de vorm van zetmeel of oliën, die opgeslagen zijn in de cellen van het perisperm (zelden), van het primair endosperm (bijvoorbeeld bij coniferen) of van het secundair endosperm (vaak) of van de zaadlobben van de jonge spruit (bijvoorbeeld bij peulvruchten). Het perisperm is diploïde, omdat het gevormd werd uit nucellus-weefsel, het primaire endosperm werd gevormd na de meiose en is haploïde, het secundaire endosperm werd gevormd bij de dubbele bevruchting uit een polyploïde (meestal triploïde) cel. De kiemlobben van het embryo en de jonge plant zijn weer diploïde omdat deze is ontstaan na de bevruchting.
Bij Orchidaceae, Monotropaceae, Orobanchaceae en Rafflesiaceae is de kiem in het zaad niet verder ontwikkeld dan de kiembol. Pas na infectie met een symbiotische schimmel, die voor het benodigde voedsel moet zorgen, gaat de ontwikkeling en de daarop volgende kieming verder.